# Hauensuoli

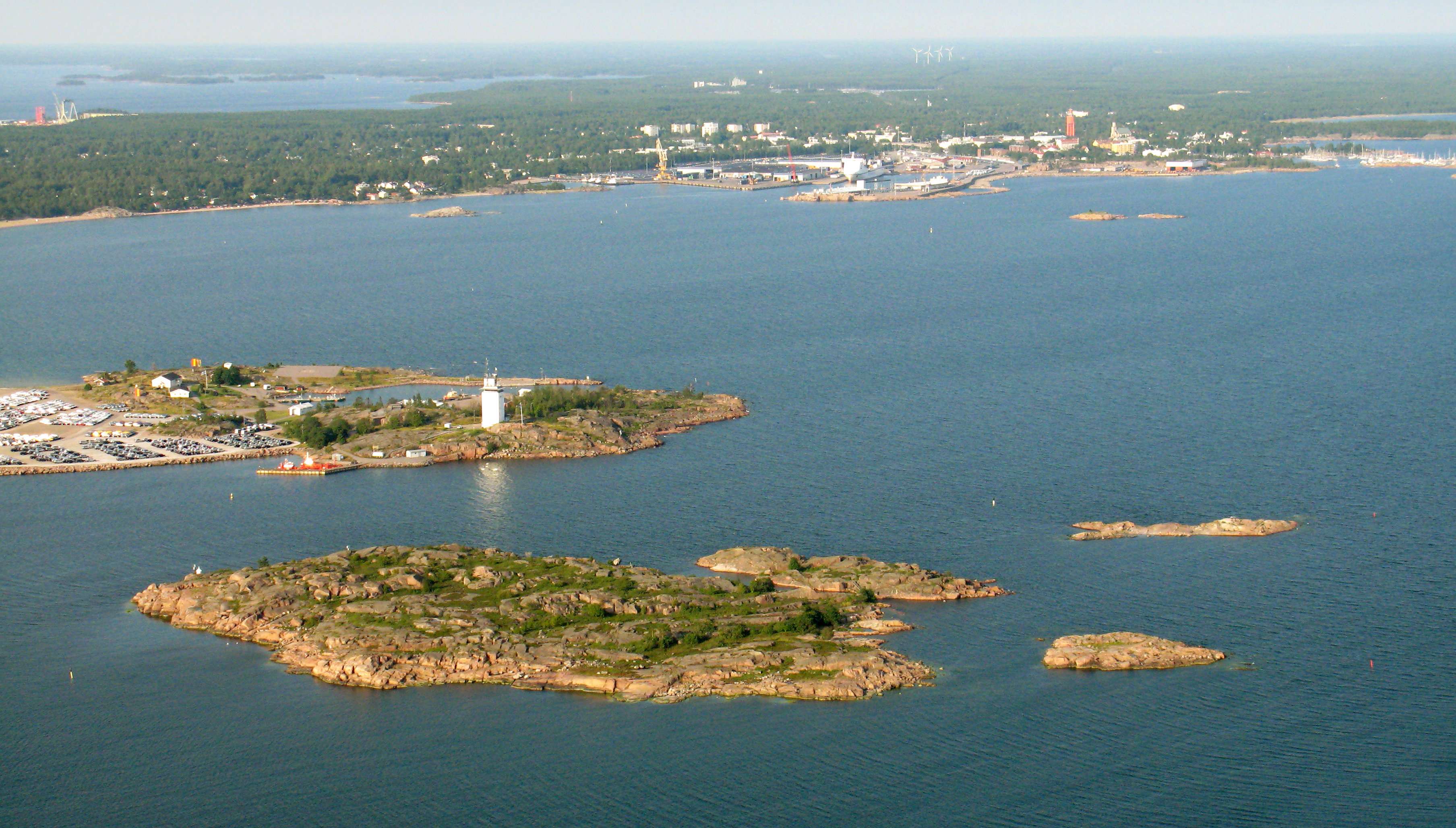
Hauensuoli

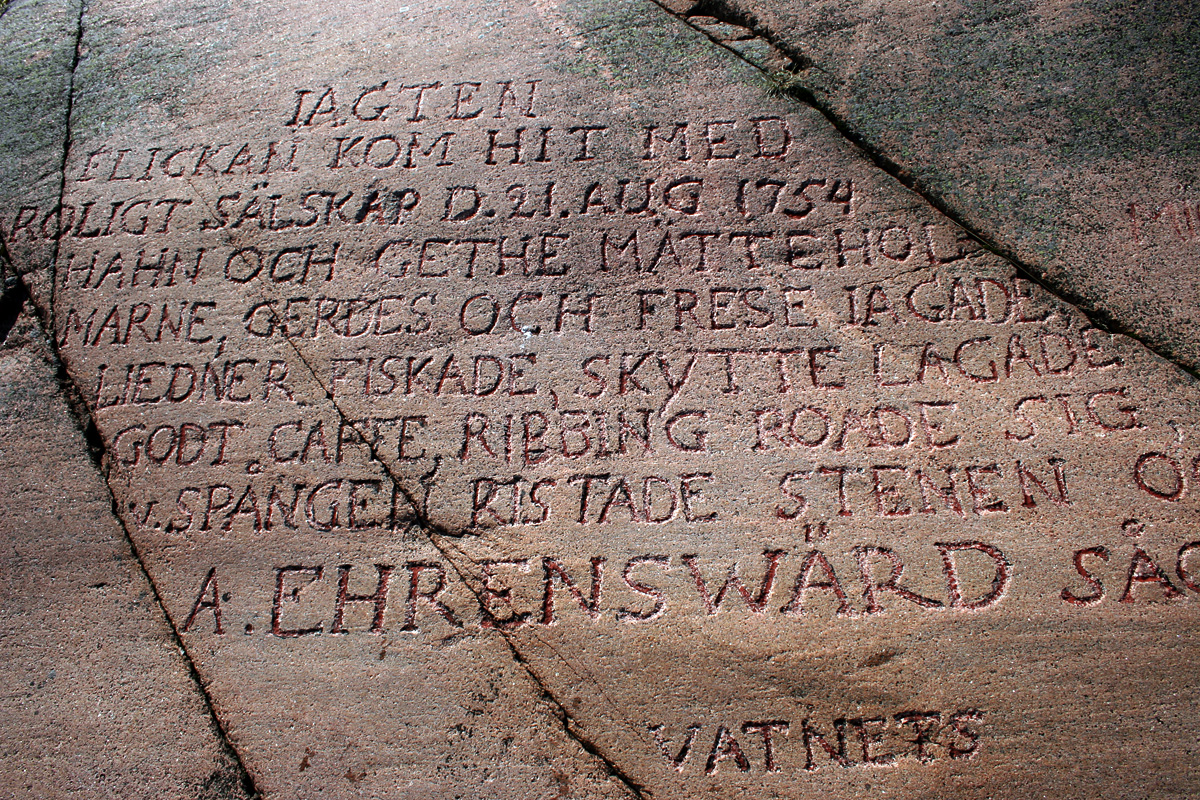
Tekst van Augustin Ehrensvärd

Hauensuoli  (Zweeds:Gaddtarmen) is een eiland in de Finse gemeente Hanko. Het eiland dient al sinds de middeleeuwen als een aanmeerplaats voor schepen.

## Rotskervingen
Op de rotsen van het eiland zitten meer dan 600 rotskervingen gemaakt door zeemannen die wachtten tot ze konden uitvaren. De oudste kervingen komen uit de 15e eeuw, maar het grootste deel komt uit de 16e eeuw. Een van de bekendste mensen die in deze rotsen gekerfd heeft, is Augustin Ehrensvärd. De rotskervingen stonden ooit op de Finse voorlopige lijst werelderfgoed.